# Axianassa sinica
Axianassa sinica is een tienpotigensoort uit de familie van de Axianassidae. De wetenschappelijke naam van de soort is voor het eerst geldig gepubliceerd in 2010 door Liu & Liu.